# 尹錦輝
尹錦輝（英語：Raymond Wan Kam Fai，1959年9月30日—），前香港新聞工作者，1970年代末至1980年代初於麗的電視及亞洲電視任職記者，1984年開始於電視廣播有限公司（無綫電視）擔任記者、體育記者及主播。2001年，尹錦輝受聘於外資公司，先後到北京、上海及澳門發展事業，其後於2011年重返無綫電視任職市場及營業部策略拓展總監至今。

## 背景
尹錦輝出生於香港，在家中排行第二，有四名兄弟，1978年入讀香港樹仁書院新聞系，同時於傳媒機構任職新聞工作者，2000年後到北京及上海發展事業，曾於媒體公司從事創作及市場推廣工作，亦曾於上海一間中外合資醫療診斷公司從事管理及市場推廣及銷售工作，其後獲邀到澳門擔任婦科醫療中心的行政總裁。尹錦輝於在職期間以進修形式分別在英國及美國兩間大學考獲兩個碩士學位，2011年回到香港無綫電視任職市場及營業部策略拓展總監。

## 新聞及媒體工作
尹錦輝於1978年就讀香港樹仁書院新聞系期間，自薦到麗的電視（1982年起易名為亞洲電視）任職新聞部資料室兼職員工，除了在資料室工作，亦兼任採訪、拍攝及新聞報導工作，曾於1979年訪問當時的香港總督麥理浩爵士，1984年，尹錦輝轉職無綫電視擔任體育記者，在1980至1990年代與伍晃榮同為翡翠台頻道六點半新聞報道的體育新聞主播，因其知名度而受到娛樂媒體的關注，曾被指與藝人劉嘉玲傳出緋聞，其後於2000年離職，2011年，尹錦輝重返無綫電視，任職市場及營業部助理總監，同時也是《TVB周刊》的出版人，並協助推出互動電視智能手機應用程式。

### 註腳列表
1. ↑  . 蘋果日報. 2014-11-27  [2020-04-19]. （原始内容存档于2019-08-26） （中文）.
2. ↑  . 東周刊. 2011-02-05  [2020-04-19]. （原始内容存档于2017-10-21） （中文）.
3. ↑  . 明報. 1999-04-11: C03 （中文）.
4. ↑  李家文. . 香港: 明報. 2013: 243－249  [2020-04-19]. ISBN 9789888207596 （中文）.
5. ↑  陳栢宇. . 香港01. 2018-09-05  [2020-04-19]. （原始内容存档于2020-04-19） （中文）.
6. ↑  鄺素媚. . 香港經濟日報. 2011-08-25  [2020-04-20]. （原始内容存档于2020-04-20） （中文）.

### 書籍
- 伍晃榮. . 香港: 經濟日報出版社. 2005-09. ISBN 9789626782972 （中文）.